# Gerardus Craeyvanger
Gerardus Craeyvanger (Utrecht, 13 gennaio 1775 – Utrecht, 10 marzo 1855) è stato un musicista olandese. Chiamato anche Gerardus Kraijvanger. Era baritono e violinista e lavorava anche come direttore di coro e insegnante di canto.
Era figlio di Gijsbertus Craeyvanger e di Geertruida Klingen. Sua sorella, Gertrudis Craeyvanger, era poetessa. Sposò Johanna Swillens e poi Elisabeth Margaretha Swillens, ed era il padre dei pittori Gijsbertus Craeyvanger e Reinier Craeyvanger, e del violinista Carolus Arnoldus Craeyvanger.